# Pandanus verruculosus
Pandanus verruculosus är en enhjärtbladig växtart som beskrevs av Cornelis Andries Backer och Benjamin Clemens Masterman Stone. Pandanus verruculosus ingår i släktet Pandanus och familjen Pandanaceae.
Artens utbredningsområde är Moluckerna. Inga underarter finns listade.